# Torggatan, Hjo

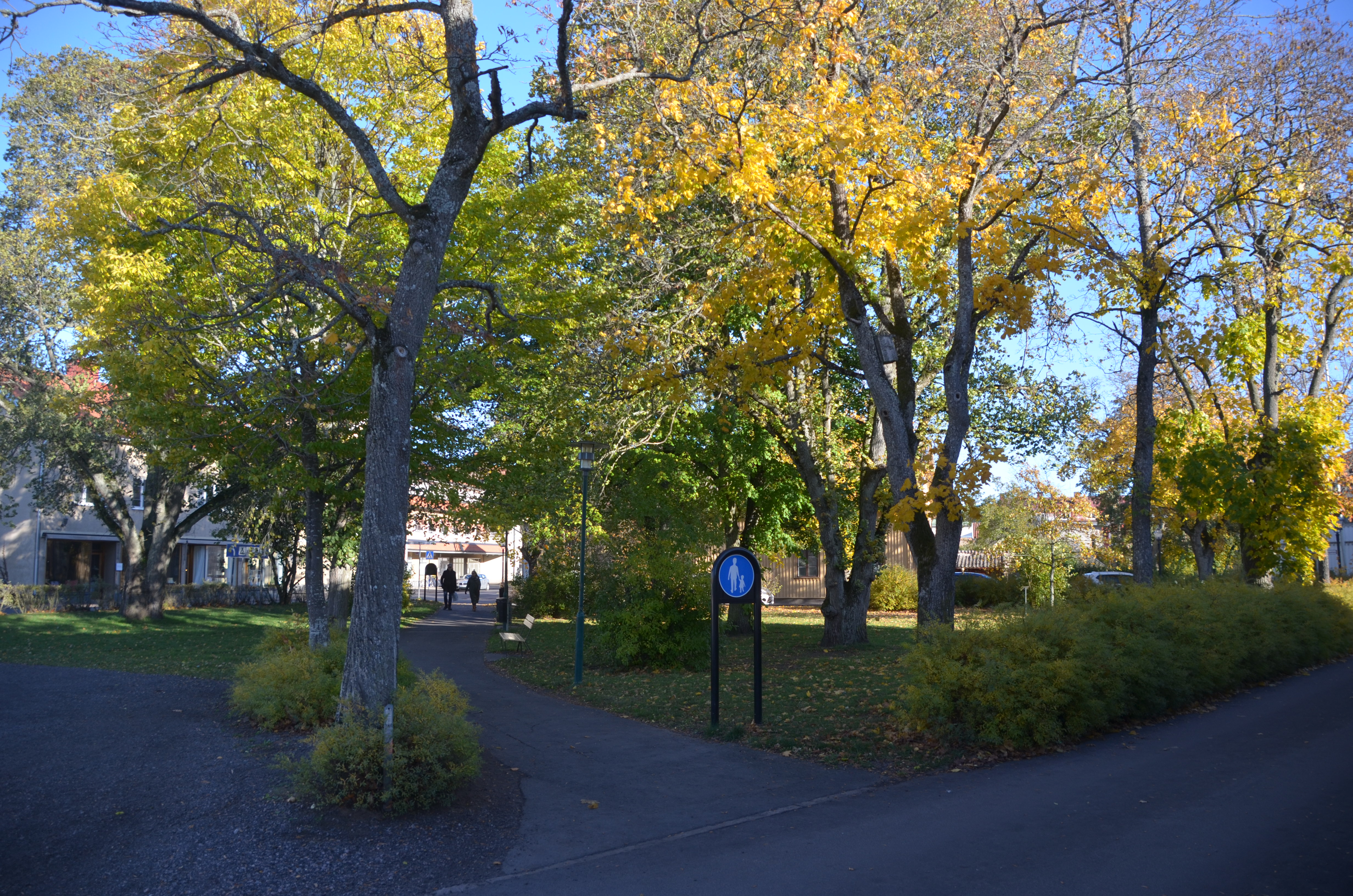
Jacobsparken från hörnet Sjögatan/Skolgatan mot Torggatan

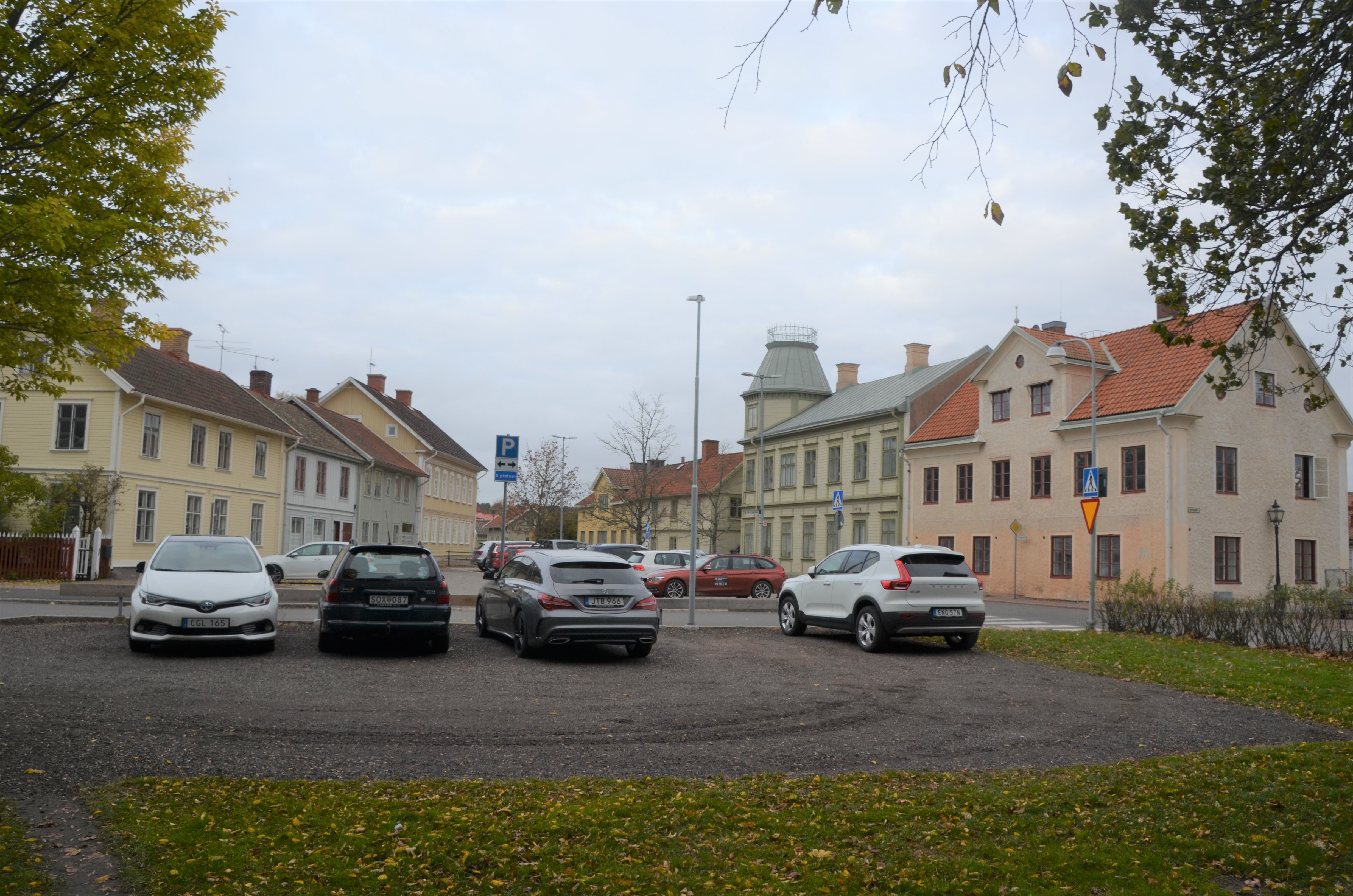
Sandtorget från Jacobsparken

Torggatan är en gata i Gamla staden i Hjo mellan Stora Torget och den tidigare Västertull, strax väster om Sandtorget. Torggatan var från stadens grundläggande på medeltiden infartsgata västerifrån från Falköping och mötte den nord-sydliga landsvägen väster om Vättern vid Stora Torget. 
Torggatan kallades förr Vestra gatan. Den löper samman med Sjögatan vid Sandtorget, vilket fram till början av 1800-talet mest var ett något utvidgat vägskäl. Omedelbart öster om Sandtorget vid Torggatan ligger Jacobsparken, som anlades i slutet av 1800-talet och är den enda offentliga parken i Gamla staden.

## Byggnader
| Namn                    | Adress                   | Kvarter          | Beskrivning | Koordinater                                         | Bild |
| ----------------------- | ------------------------ | ---------------- | --- | --------------------------------------------------- | ---- |
| Stadshuset              | Stora Torget 5           | Fyrkanten        | Stadshusets annex från 1953, ritad av FA Neuendorf & Son Arkitektkontor i Skövde                                                                                    | 58°18′04.0″N 14°17′14.7″Ö / 58.301111°N 14.287417°Ö |      |
|                         | Torggatan 1              | Duvan 3          | Bostadshus uppfört 1899 | 58°18′03.5″N 14°17′14.1″Ö / 58.300972°N 14.287250°Ö |      |
| Gamla Posthuset         | Torggatan 2              | Fyrkanten 6      | Kommunalkontor, tidigare också posthus | 58°18′04.2″N 14°17′11.9″Ö / 58.301167°N 14.286639°Ö |      |
| Equmeniakyrkan, Hjo     | Torggatan 3              | Duvan 4          | Byggd 1885 som Betelkyrkan | 58°18′03.4″N 14°17′12.5″Ö / 58.300944°N 14.286806°Ö |      |
|                         | Torggatan/Trädgårdsgatan | Köpmannen 1      | Butiks- och bostadshus från 1938, ritat för en livsmedelsaffär i bottenvåningen av Sveriges Köpmannaförbunds Arkitektkontor i Stockholm. Fasaden är i terrasitputs. | 58°18′04.2″N 14°17′09.7″Ö / 58.301167°N 14.286028°Ö |      |
| Lutherska missionshuset | Torggatan 5              | Duvan 5          | Byggd 1862 | 58°18′03″N 14°17′10.8″Ö / 58.30083°N 14.286333°Ö    |      |
|                         | Torggatan 6              | Kopparslagaren 3 | Putsat bostadshus i 2 !/2 våning på gammal stomme, påbyggt med en våning på 1930-talet                                                                              | 58°18′04.4″N 14°17′06.7″Ö / 58.301222°N 14.285194°Ö |      |
|                         | Torggatan 8A             | Kopparslagaren 2 | Bostadshus i två våningar, uppfört 1905 och försett med åttkantigt hörntorn. Det har tidigare varit butikshus.                                                      | 58°18′4.4″N 14°17′05.8″Ö / 58.301222°N 14.284944°Ö  |      |
|                         | Torggatan 8B             | Kopparslagaren 2 | Bostadshus i två våningar, som byggdes på 1850- eller 1860-talet.                                                                                                   | 58°18′04.5″N 14°17′04.5″Ö / 58.301250°N 14.284583°Ö |      |
|                         | Torggatan 10             | Kopparslagaren 1 | Bostadshus i 1 1/2 våning | 58°18′04.7″N 14°17′03.5″Ö / 58.301306°N 14.284306°Ö |      |
|                         | Sjögatan 21              | Gamla Rådhuset 4 | Tvåvånings bostadshus från 1870-talet | 58°18′03.9″N 14°17′04.0″Ö / 58.301083°N 14.284444°Ö |      |
|                         | Wagnergatan 1            | Bryggaren        | Bostadshus | 58°18′05.2″N 14°17′02″Ö / 58.301444°N 14.28389°Ö    |      |
|                         | Torggatan 13             | Gamla Rådhuset 5 | Bostadshus | 58°18′04″N 14°17′01.9″Ö / 58.30111°N 14.283861°Ö    |      |
|                         | Torggatan 14             | Bryggaren 11     | Litet envånings bostadshus, uppfört mellan 1820-talet och 1870-talet                                                                                                | 58°18′04.9″N 14°17′00.8″Ö / 58.301361°N 14.283556°Ö |      |
|                         | Torggatan 16             | Bryggaren 12     | Litet envånings bostadshus, uppfört mellan 1820-talet och 1870-talet                                                                                                | 58°18′05″N 14°16′59.5″Ö / 58.30139°N 14.283194°Ö    |      |
|                         | Torggatan 18             | Bryggaren 13     | Litet envåningx bostadshus, uppfört mellan 1820-talet och 1870-talet                                                                                                | 58°18′05″N 14°16′58″Ö / 58.30139°N 14.28278°Ö       |      |